# MissingNo.
MissingNo. (けつばん, Ketsuban), ou MissingNO, é uma espécie de Pokémon encontrada nos jogos Pokémon Red e Blue e Yellow. O Pokémon MissingNo. ("Missing Number", ou "Número Desconhecido") é utilizado pela Game Freak como tratador de exceção, e aparece quando o jogo tenta acessar informações sobre uma espécie de Pokémon que não existe. Devido à programação de três eventos no jogo, jogadores conseguiam encontrá-lo por meio de um glitch. A espécie foi documentada pela primeira vez pela Nintendo no exemplar de maio de 1999 da Nintendo Power.
Encontrar o MissingNo. causava falhas gráficas e na replicação em massa do sexto item no menu de itens do jogador; este último efeito resultou na cobertura do glitch por guias de estratégia e revistas especializadas em jogos. A IGN comentou sobre a aparição do MissingNo. em Pokémon Red e Blue como um dos mais famosos glitches de videogame. Os fãs da série tentaram incluir o MissingNo. no cânone do universo Pokémon, o que gerou debates sobre o assunto.

## História
Desenvolvida pela Game Freak e publicada pela Nintendo, a série Pokémon teve início no Japão em 1996. O jogador assume o papel de um treinador Pokémon, cujo objetivo é capturar e treinar criaturas conhecidas como Pokémon. Os jogadores usam das habilidades especiais dessas criaturas para batalhar com outros Pokémon; certas habilidades abrem novos meios de navegar pelo mundo, tais como viagem instantânea entre duas áreas.
A Nintendo documentou os eventos que causam a aparição do MissingNo. pela primeira vez no exemplar de maio de 1999 da Nintendo Power, alertando que "qualquer contato com ele [...] pode facilmente apagar o seu jogo salvo ou corromper seus gráficos". O glitch é resultado de uma sucessão de eventos: primeiro, jogadores observam um tutorial no jogo que ensina como capturar Pokémon. O jogador então usa um Pokémon com a habilidade "Fly" para chegar à Cinnabar Island, e por fim utiliza um Pokémon com a habilidade "Surf" para percorrer na margem leste da ilha até que o MissingNo. apareça.

## Características

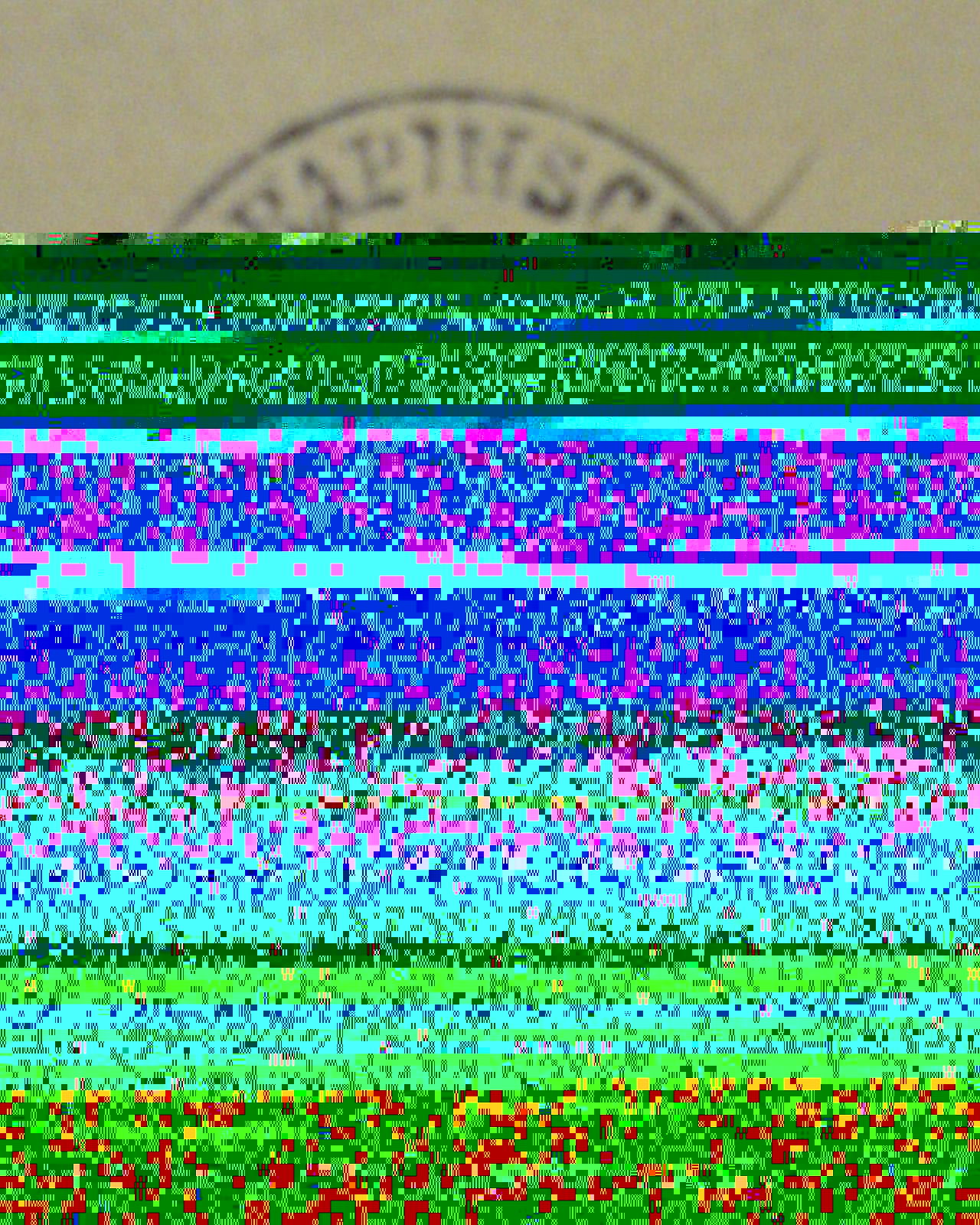
MissingNo. é consequência de uma série de erros nos buffers do jogo, de tal maneira que sua aparição permite que certos gráficos do jogo sejam corrompidos e distorcidos.

Um encontro com um Pokémon MissingNo. é resultado de três eventos computacionais. O primeiro vem do sistema de encontros aleatórios do jogo; cada área associa valores aos Pokémon em um buffer de dados, acessado pelo jogo para que o jogador encontre Pokémon selvagens. Porém, nenhum valor é associado a este buffer para o lado direito das Ilhas de Cinnabar e Seafoam — ao invés disso, informações sobre a área visitada anteriormente são utilizadas. O segundo fator é a demonstração do velho no tutorial, que armazena o nome do jogador no buffer de dados temporariamente. Isto faz com que o jogo acesse os valores hexadecimais do nome do jogador para os encontros com Pokémon nas Ilhas de Cinnabar e Seafoam. O terceiro fator é o sistema de tratamento de exceções do jogo: se o jogo seleciona um valor do buffer de dados que não corresponde a um Pokémon existente, uma sub-rotina é desencadeada, o que faz com que um Pokémon chamado MissingNo. apareça. MissingNo. é a redução de "Missing Number" ("Número Desconhecido").
Assim como com qualquer outro Pokémon, o jogador pode enfrentá-lo, capturá-lo, ou até mesmo fugir dele. Depois de se encontrar com MissingNo., a quantidade do sexto item no menu de itens do jogador é elevada a 128, e a galeria do Hall da Fama Pokémon é corrompida permanentemente. Glitches gráficos temporários também podem ocorrer, que podem ser removidos visualizando a página de estatísticas de outro Pokémon ou reinicializando o console. Um MissingNo. capturado é um Pokémon completamente funcional, e aparece no índice Pokémon do jogo no número 000. Todos os MissingNo. possuem habilidades, tipo, estatísticas e sons consistentes. O Pokémon aparece tipicamente na forma de um "d" embaralhado, mas certos valores de encontro aleatório podem fazê-lo aparecer como um dos três sprites não usados por outros Pokémon.

## Reação e recepção
Embora ele tenha aparecido apenas em dois jogos da série, MissingNo. causou grande impacto. Alegando um "erro de programação", a Nintendo alertou jogadores a não tentar encontrá-lo, dizendo que pudesse ser necessário reiniciar o jogo do começo novamente para remover os glitches gráficos. Apesar do alerta da Nintendo, informações sobre como encontrar o MissingNo. foram disseminadas em várias revistas e guias de jogos devido o seu percebido efeito positivo. Alguns jogadores tentaram até mesmo vender "dicas" sobre como capturar MissingNo. por até US$200. Em 2009, a IGN o intitulou na sua lista de grandes easter eggs em videogames, citando sua utilidade em replicar os itens mais raros do jogo. A IGN afirmou em um artigo relacionado que o fenômeno envolvendo MissingNo. era um exemplo de como os fãs da franquia eram capazes até de "usar um glitch de potencial destrutivo para evoluir seus Pokémon rapidamente", posteriormente chamando o glitch de "inesquecível", e que ajudou a empurrar os jogos originais ao "super estrelato dos games".
A reação dos jogadores ao MissingNo. foi sujeita a estudos sociológicos. O sociólogo William Sims Bainbridge disse que a Game Freak foi a responsável por criar "um dos glitches mais populares da história dos jogos", e citou a criatividade dos jogadores em utilizá-lo. No livro Pikachu's Global Adventure: The Rise and Fall of Pokémon, o professor Julian Sefton-Gren, ao estudar a reação de seu filho quanto ao uso do MissingNo. como uma "trapaça", percebeu que o senso da criança sobre o jogo foi alterado drasticamente, e concluiu que a presença de tais elementos quebram a ilusão do jogo como um mundo pessoal, e faz os jogadores lembrarem que, "no fundo, [o jogo é] um programa de computador". O livro Playing with Videogames contém um estudo aprofundado sobre o MissingNo., que detalha a curiosidade dos jogadores ao encontrá-lo. O livro descreve a tendência dos jogadores a tomarem nota sobre sua aparência, e a classificarem e criticarem as descobertas dos outros. O livro afirma que, em suas tentativas de canonizar o MissingNo. por meio de fanzines e fanfiction, a comunidade Pokémon celebrou as imperfeições do jogo tentando imprimi-las no cânone da série. O autor descreve essas circunstâncias como únicas ao MissingNo., descrevendo sua popularidade como um caso incomum.